# Radzikowice (przystanek kolejowy)
Radzikowice – nieczynny przystanek osobowy w miejscowości Radzikowice, w województwie opolskim, w powiecie nyskim, w gminie Nysa, w Polsce.
| Radzikowice                                  |  |                                 |
| Linia nr 137 Katowice - Legnica (144,846 km) |  |                                 |
| Nysaodległość: 5,771 km                      |  | Goświnowice odległość: 3,087 km |